# Melanthrips
Melanthrips – rodzaj wciornastków z podrzędu pokładełkowych i rodziny Melanthripidae lub dziewięciorkowatych (Aeolothripidae).

## Morfologia
Ciało ciemne. Głowa z co najmniej dwoma para długich szczecin za oczami. Czułki dziewięcioczłonowe. Na członach trzecim i czwartym podłużne sensorium. Człony czułków od siódmego do dziewiątego wyraźnie oddzielone od siebie. Głaszczki wargowe dwuczłonowe. Głaszczki szczękowe trójczłonowe. Skrzydła jasne, szare lub przepasane. Siódmy sternit odwłoka z parą płatków położonych na w jego tylnokrawędziowej części. Pierwszy segment odwłoka samców bardzo długi. Drugi człon stóp bez pazurkowatego zęba.

## Systematyka
Należą tu 38 opisanych gatunków, w tym:
- Melanthrips acetosellae John, 1927
- Melanthrips areolatus Priesner, 1936
- Melanthrips digitus Bailey, 1954
- Melanthrips ficalbii Buffa, 1907
- Melanthrips fuscus (Stutzer, 1776)
- Melanthrips gracilicornis Maltbaeck, 1931
- Melanthrips hispanicus Pelikan, 1977
- Melanthrips knechteli Priesner, 1936
- Melanthrips insulsus Bailey, 1954
- Melanthrips libycus Priesner, 1936
- Melanthrips matthiolae Priesner, 1936
- Melanthrips nigricornis Bagnall, 1913
- Melanthrips pallidior Priesner, 1919
- Melanthrips paspalevi Pelikan, 1960
- Melanthrips rivnayi Priesner, 1936
- Melanthrips separandus Priesner, 1936
- Melanthrips sinaiticus Priesner, 1964
- Melanthrips sudanensis Priesner, 1936
- Melanthrips titschacki Pelikan, 1960
- Melanthrips trifasciatus Priesner, 1961
- Melanthrips tristis Priesner, 1936